# موريز (باد كاليه)
موريز، باد كاليه (بالفرنسية: Mouriez)‏ هي بلدية تقع في إقليم باد كاليه من منطقة نور با دو كاليه في شمال فرنسا. تبلغ مساحة هذه المدينة 15.72 (كم²)، وترتفع عن سطح البحر 75 م، يبلغ عدد سكانها 253 نسمة حسب إحصاء المعهد الوطني للإحصاء والدراسات الاقتصادية سنة 2009 م. وترأس Eliane Decobert البلدية خلال فترة (2008-2014).